# Soffitti sconosciuti
Soffitti sconosciuti (見知らぬ、天井?, Mishiranu, tenjō, lett. "Estraneo, soffitto"), noto anche con il titolo inglese The Beast, è il secondo episodio della serie televisiva anime Neon Genesis Evangelion, prodotta dallo studio Gainax e diretta da Hideaki Anno.
Andato in onda sul canale TV Tokyo l'11 ottobre 1995, l'episodio venne scritto da Anno e Yōji Enokido e diretto da Kazuya Tsurumaki. La storia, ambientata nella futuristica città di Neo Tokyo-3 a distanza di quindici anni da una catastrofe planetaria nota come Second Impact, si incentra sulle vicende di Shinji Ikari, un ragazzo che viene reclutato dall'agenzia speciale Nerv per pilotare un gigantesco mecha noto come Eva e combattere in questo modo contro dei misteriosi esseri chiamati angeli. Nella puntata Shinji cerca di affrontare in combattimento il terzo angelo, Sachiel, venendo sopraffatto; tuttavia il suo Evangelion si riattiva improvvisamente e agisce fuori controllo in uno stato di berserk, attaccando e sconfiggendo il nemico da solo. Shinji viene poi portato in ospedale e successivamente inizia a convivere a casa di Misato Katsuragi, capo del reparto strategico della Nerv e sua nuova tutrice legale.
Soffitti sconosciuti venne realizzato in contemporanea con il precedente, L'attacco dell'angelo. La produzione, iniziata nel settembre del 1994, terminò nel maggio dell'anno seguente. Il personale decise di impiegare diversi simboli cristiani nel corso dell'episodio, in particolare quello della crocifissione, con l'intento di differenziare la serie dagli altri anime mecha del periodo. Lo stesso titolo inglese della puntata, The Beast, contiene un riferimento alla Bestia menzionata nell'Apocalisse di Giovanni. Soffitti sconosciuti registrò un indice di ascolto del 5,3% sulla televisione giapponese e ricevette una buona accoglienza da parte della critica. Diversi recensori e testate d'animazione, come Screen Rant, Anime News Network e Newtype, esaltarono la colonna sonora, le sequenze di combattimento e l'introspezione dei personaggi presentata dall'episodio.

## Trama

Shinji Ikari osserva il soffitto della sua nuova stanza

Shinji Ikari a bordo del proprio Evangelion 01 si prepara a combattere contro Sachiel, terzo di una serie di esseri nemici del genere umano chiamati angeli. Shinji riesce a muovere il mecha di un passo, per poi cadere rovinosamente a terra. Sachiel spezza il braccio del mecha e ne sfonda la calotta cranica. I segnali dell'Eva-01 e del suo pilota vengono persi.
Shinji, confuso, si risveglia su un letto in una stanza d'ospedale. Nel frattempo suo padre Gendō, capo dell'agenzia speciale Nerv, è in riunione con la Commissione per il perfezionamento dell'uomo. Il capo, Lorenz Keel, gli ordina di fare in modo che l'arrivo degli angeli non faccia rallentare un piano chiamato Progetto per il perfezionamento dell'uomo. Shinji ha un breve incontro con suo padre e con la compagna pilota Rei Ayanami, venendo poi accolto in casa del capitano del reparto strategico della Nerv, Misato Katsuragi, che accetta inoltre di prenderlo in custodia e diventare la sua nuova tutrice legale.
Arrivato nell'appartamento di Misato, Shinji, disteso sul letto da solo, ha sprazzi di ricordi della battaglia del giorno prima. Durante la battaglia l'Eva-01, andato fuori controllo in stato di berserk, si riattiva improvvisamente scagliandosi autonomamente contro l'angelo. Sachiel in un disperato atto suicida gli si avvolge attorno esplodendo. L'Eva-01 ne esce però quasi intatto. A fine combattimento Shinji riprende conoscenza nell'abitacolo del suo Evangelion; dal riflesso dei vetri di un palazzo vicino vede l'Eva-01 privo della copertura costrittiva del volto, urlando di terrore. Misato entra nella camera da letto di Shinji, interrompendo il suo flusso di pensieri; la donna si congratula con lui, dicendo che meriterebbe le lodi dell'intera umanità per quello che ha fatto.

## Produzione
«Mi chiedo se una persona di oltre vent'anni a cui piacciono gli anime di robot e bishōjo sia davvero felice. Se questa persona non sa che esiste una felicità più grande di questa probabilmente è contenta così. Purtroppo ho dei dubbi sulla sua felicità. Mentre realizzavo quest'opera ho voluto provare a considerare cosa significhi "essere felice" per una persona del genere.»

— Hideaki Anno durante la produzione dei primi due episodi di Evangelion
La produzione di Soffitti sconosciuti iniziò nel settembre del 1994, in contemporanea con quella de L'attacco dell'angelo, e si concluse nel maggio 1995. Yōji Enokido e Hideaki Anno scrissero la sceneggiatura, mentre Kazuya Tsurumaki si occupò della regia. Per la sceneggiatura dell'episodio la Gainax optò per una narrazione poco lineare, costituita da continui cambi di scena e analessi. Anno infatti rimase molto insoddisfatto de L'attacco dell'angelo durante la fase di registrazione del doppiaggio, definendolo un «fallimento»; l'episodio infatti non era riuscito secondo lui a superare qualitativamente la prima puntata di Mobile Suit Gundam. Lamentandosi della struttura, della sceneggiatura e della sua eccessiva lunghezza, nel bel mezzo della produzione decise di riprendere mano a Soffitti sconosciuti modificandone la sceneggiatura. Anno e l'assistente alla regia Masayuki realizzarono gli storyboard, proseguendo la collaborazione iniziata con la puntata precedente. L'animazione del combattimento fra l'Eva-01 e Sachiel venne curata da Takeshi Honda, capo animatore della puntata, e Yō Yoshinari. Shinya Hasegawa si occupò invece delle sequenze di vita quotidiana fra Shinji e Misato, mentre Yoshitō Asari e Seiji Kio lavorarono al character design.

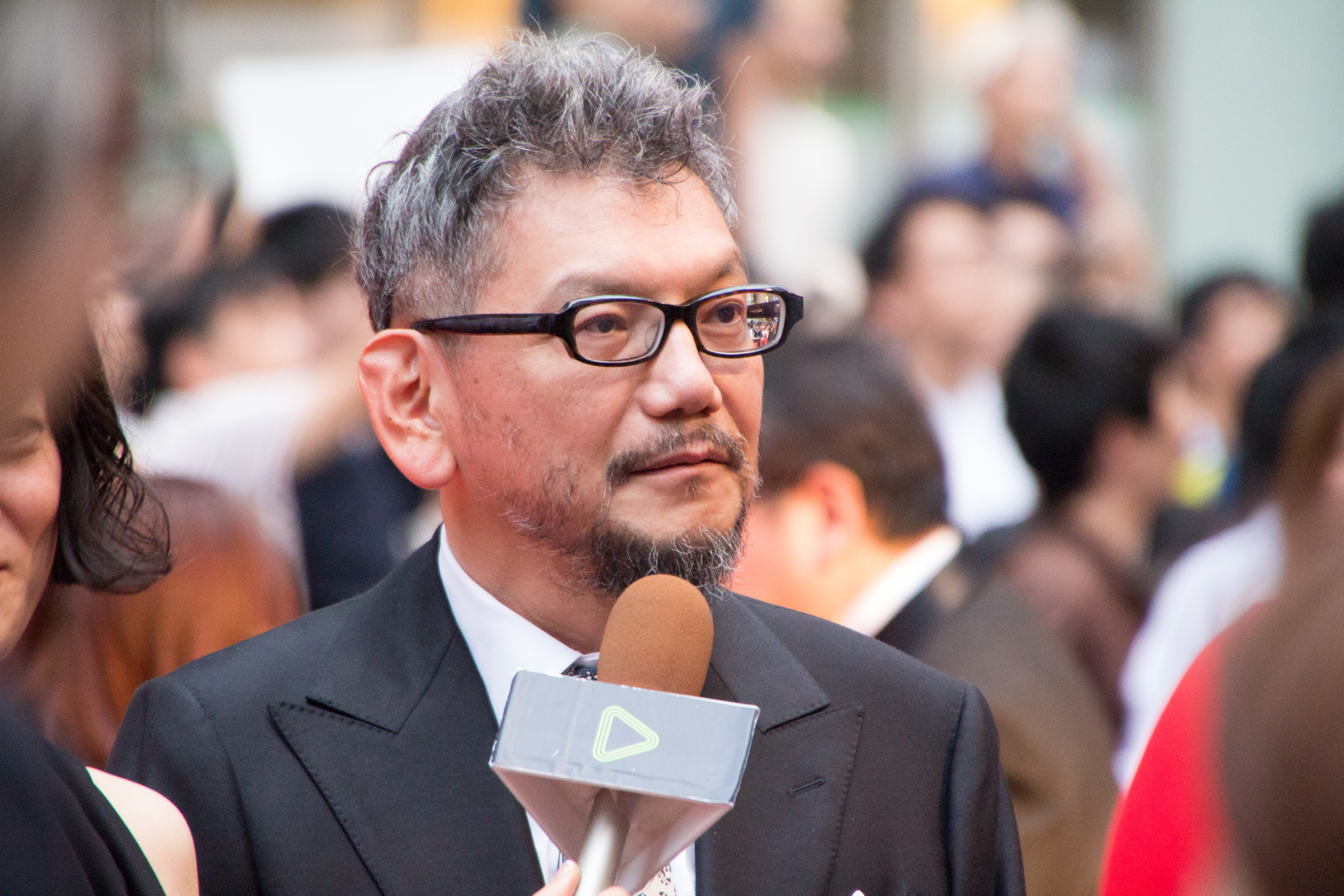
Hideaki Anno, regista e sceneggiatore di Neon Genesis Evangelion

Il titolo giapponese Soffitti sconosciuti fu scelto dalla Gainax nel 1993, quando produsse un documento di presentazione del progetto di Neon Genesis Evangelion intitolato Kikakusho (企画書? lett. "Proposta"). Nel Kikakusho era previsto di inserire l'inizio della battaglia fra un angelo di nome Raziel e l'Unità Eva-01 fuori controllo alla fine de L'attacco dell'angelo, ma durante la produzione si decise di spostare l'intero scontro al secondo episodio e il nemico cambiò nome in Sachiel. Per lo scontro la Gainax creò delle immagini che potessero integrare gli sfondi e gli oggetti in movimento su diversi livelli. Lo scontro era inizialmente simile alle battaglie delle serie di genere tokusatsu, come quelle sulla scia di Ultraman; Takeshi Honda però in corso d'opera virò verso uno stile più anime. Honda inoltre disegnò i personaggi in uno stile più sofisticato di quello di Shunji Suzuki, direttore del primo episodio, il quale cercò invece di essere più fedele alle direttive date da Yoshiyuki Sadamoto, character designer della serie.
Per l'immagine dell'Eva-01 che distrugge l'AT Field di Sachiel Hideaki Anno prese ispirazione da quella della lacerazione dei vestiti, da lui considerati la più elementare forma di protezione adoperata dagli esseri umani; il concetto fu incluso per la prima volta in Soffitti sconosciuti senza connotazioni filosofiche particolari, e solo durante la produzione della seconda metà della serie il regista rifletté sulle sue implicazioni e gli affibbiò il significato di «muro dell'animo». Egli inoltre aggiunse una prima menzione al Progetto per il perfezionamento dell'uomo, uno dei concetti cardine dell'anime, ma improvvisando e senza avere una chiara idea di che cosa fosse. Per rappresentare l'AT Field di Sachiel il personale adoperò diversi effetti luminosi speciali che appaiono e scompaiono per pochi fotogrammi. Yoshinari, incaricato di animare la scena della battaglia, cercò di disegnare le spalle e il viso dell'Evangelion 01 usando solo dei righelli. Il personale inoltre fece largo uso di primissimi piani nel corso dell'episodio; ad esempio, durante lo scontro con Sachiel, poco prima che il mecha vada in berserk, venne inserito un primo piano del volto di Shinji distorto da un effetto fisheye creato mediante grafica computerizzata.
Nella scena dell'ospedale, in cui Shinji viene inquadrato da solo in un corridoio vuoto, fu aggiunto un notevole contrasto chiaroscurale fra i toni scuri e quelli chiari; la fotografia fu inoltre mantenuta monocromatica, così da riflettere il vuoto interiore del protagonista. Nella sequenza in cui Misato mangia a cena con Shinji, inoltre, la Gainax usò il cosiddetto "Gainax bounce", un espediente grafico fan service consistente nel far rimbalzare cospicuamente i seni dei personaggi femminili, tipico dello studio d'animazione e utilizzato per la prima volta in Daicon IV Opening Animation. Il personale inserì anche svariati marchi del mondo reale in Soffitti sconosciuti, così da poter dipingere un mondo immaginario con maggiore realismo, come quelli dell'azienda automobilistica Mitsubishi Fuso, di un Sony Digital Audio Tape e della birra Yebisu, scelta che causò alcuni problemi durante la produzione della serie. I doppiatori Yūko Miyamura, Katsumi Suzuki, Megumi Hayashibara e Takashi Nagasako diedero voce a diversi personaggi non identificati presenti nell'episodio, mentre Nagasako, Suzumi, Motomu Kiyokawa e Takehito Koyasu prestarono la voce agli uomini della Commissione per il Perfezionamento. Oltre alla colonna sonora originale, composta da Shirō Sagisu, nel corso dell'episodio la Gainax usò la canzone You are the only one di Kotono Mitsuishi, doppiatrice originale di Misato, pubblicata per la prima volta in Lilia ~from Ys~, un album del 1992 dedicato alle musiche della serie videoludica Ys. Per l'occasione Claire Littley cantò una propria interpretazione del pezzo Fly Me to the Moon chiamata "Normal Version", poi usata come sigla di chiusura dell'episodio e sostituita nelle seguenti edizioni della serie da una versione intitolata "Strings".

## Riferimenti culturali
La scena in cui Misato discute con Ritsuko sulle potenzialità dell'aria condizionata è una citazione a Nadia - Il mistero della pietra azzurra, anime della Gainax prodotto qualche anno prima di Evangelion, mentre la sequenza in cui l'Eva-01 perde sangue dal cranio è simile a un'altra presente nel manga Getter Robot, di cui Anno è appassionato. Durante lo scontro fra lo 01 e l'angelo Sachiel l'Eva-01 compie un salto simile a una delle mosse di Ultraman Jack. Nel corso della puntata viene inoltre menzionato il concetto scientifico dello spazio di fase in relazione all'AT Field di Sachiel durante il suo scontro con l'Eva-01 e il nome della città di Neo Tokyo-3, ispirato a quello dell'astronave di Sayonara Jupter.
Il recensore Akio Nagatomi ha descritto la messa in scena della prima battaglia dell'Unità 01 come un espediente «tipico di Hideaki Anno», notando come il regista avesse già usato «la stessa identica tecnica di esposizione e analessi» in Punta al top! - GunBuster, in cui Noriko Takaya durante un bagno ricorda il suo incontro con Coach Ōta. Lo scrittore Dennis Redmond invece ha interpretato l'ultima immagine del ricordo, in cui viene mostrato un primo piano dell'occhio di Shinji mentre urla di terrore, come un riferimento a «uno dei grandi cliché della cinematografia», il fermo immagine sull'occhio tremolante di Sally della pellicola Non aprite quella porta. La scrittrice Virginie Nebbia ha notato come l'occhio dell'Eva-01 ricordi dei genitali femminili, collegato tale dettaglio al fatto che gli Evangelion stessi siano entità organiche e collegati alla femminilità. La stessa scrittrice ha paragonato il Signal Termination Plug, un dispositivo utilizzato per fermare i movimenti degli Eva, all'Ultra Cross, un'arma cruciforme di Kaettekita Ultraman.
In Soffitti sconosciuti viene fatto un massiccio impiego di simboli religiosi cristiani, come la croce e la crocifissione, visibili nel ciondolo di Misato, nella cabina di pilotaggio dell'Eva-00 e nell'esplosione cruciforme di Sachiel. Un fascicoletto ufficiale sulla serie nota come il simbolo della croce contenga in sé il doppio significato di morte cruenta e di autosacrificio, benché non sia chiaro quale dei due attributi l'anime adotti. Il regista dell'episodio, Kazuya Tsurumaki, in un'intervista ha dichiarato che l'iconografia giudaico-cristiana è stata usata dal personale per mere ragioni estetiche, in quanto vista come interessante ed esotica dal pubblico giapponese, solitamente estraneo alla religione cristiana, così da differenziare Neon Genesis Evangelion da altri anime del genere mecha. Anche Hideaki Anno ha fatto delle dichiarazioni simili, dicendo di aver inserito riferimenti e termini complicati per mera «pedanteria». Secondo alcuni materiali contenuti nelle edizioni home video della serie, inoltre, lo stesso titolo inglese, The Beast, può essere collegato a Sachiel, cioè un nemico al pari di una divinità, all'Eva-01 fuori controllo o agli impulsi distruttivi latenti nascosti nell'animo di Shinji. Per Evangelion Chronicle, una enciclopedia giapponese ufficiale sull'opera, esso costituisce inoltre una citazione alla Bestia del mare, una figura malvagia presente nell'Apocalisse di Giovanni. Virginie Nebbia in particolare ha paragonato l'esplosione cruciforme di Sachiel a una scena di Seimei no Ki, terzo capitolo della saga di Yokai Hunter di Daijiro Morohoshi; in Seimei no Ki Zezu, una figura salvatrice e cristologica, porta le anime tormentate dell'inferno in Paradiso e nel cielo si forma una gigantesca croce.

## Accoglienza ed eredità culturale

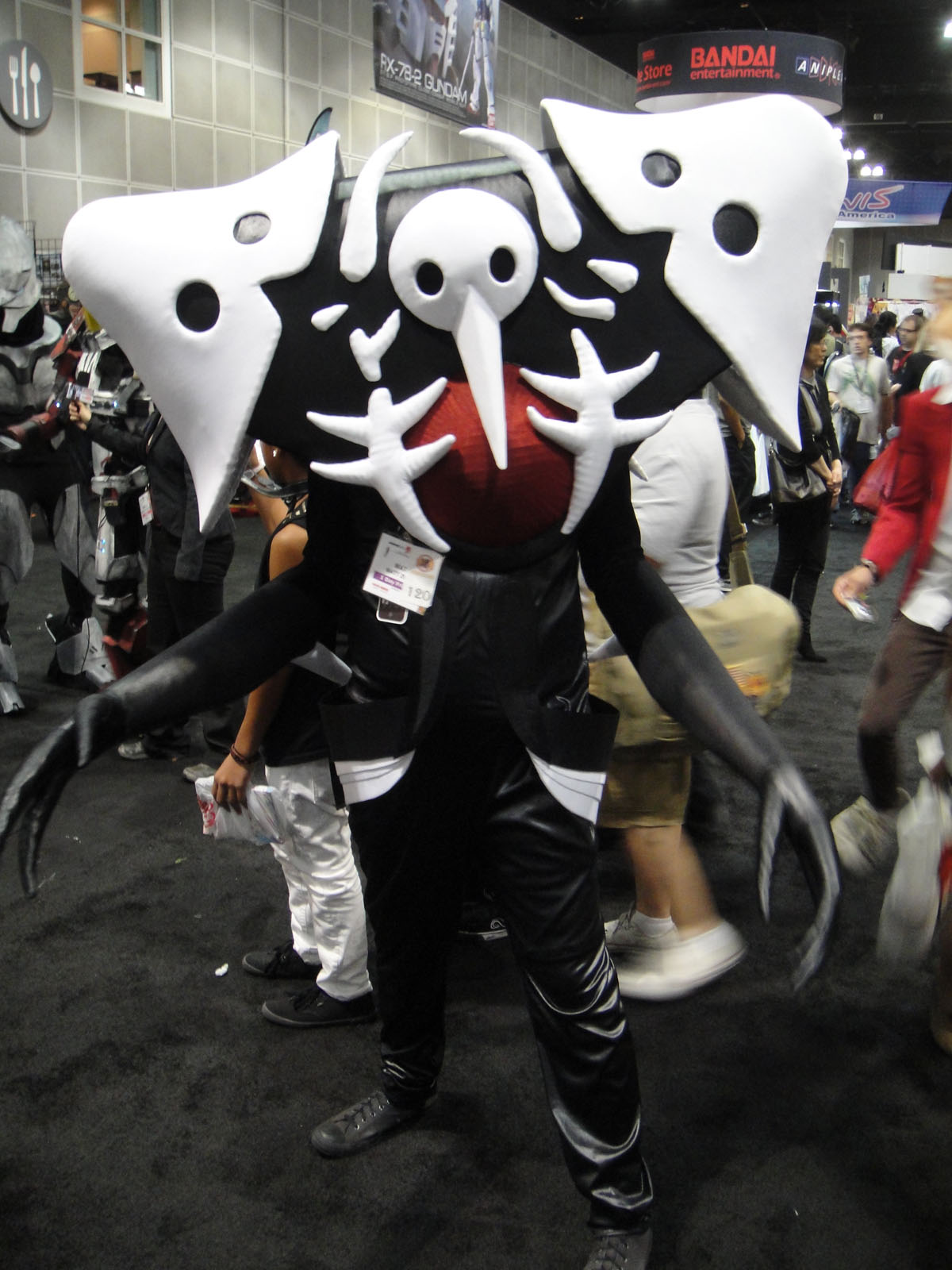
Un cosplay di Sachiel all'Anime Expo del 2011

Soffitti sconosciuti venne trasmesso per la prima volta in Giappone l'11 ottobre 1995 e ottenne un indice di ascolto del 5,3%. Esso venne inoltre proiettato insieme a L'attacco dell'angelo davanti a duecento appassionati al secondo festival della Gainax, tenutosi il 22 e 23 luglio dello stesso anno. Secondo uno dei cofondatori della Gainax, Yasuhiro Takeda, l'opera ricevette una calorosa accoglienza da parte del pubblico presente. Al Tokyo International Anime Fair del 2006 agli appassionati d'animazione fu chiesto di votare quale anime desiderassero rivedere maggiormente, e i primi due episodi di Evangelion emersero primi. La critica e testate specializzate in animazione giapponese come Anime News Network e Newtype accolsero positivamente l'episodio. Max Covill di Film School Rejects lo elogiò su più fronti, mentre Newtype ne lodò l'aspetto grafico. Matthew Garcia di Multiversity Comics lodò la sicurezza dimostrata dal personale e l'animazione dei primi due episodi della serie. Un'opinione analoga venne data da Charles McCarter della rivista Ex, che ne apprezzò la musica e il ritmo della sceneggiatura.
Altri recensori accolsero l'episodio negativamente. Secondo Kyle Pope di Anime News Network: «Lo scopo di questo episodio è quello di definire il personaggio di Misato, che può essere riassunto in tre parole: ubriacona senza vergogna». Akio Nagatomi del sito The Anime Café reputò l'atmosfera «emotivamente manipolativa»; secondo lui: «Dovremmo essere dispiaciuti per Shinji, ingabbiato in una situazione che sfugge al suo controllo, ma le sottigliezze paiono essere al di là della portata degli sceneggiatori». Jane Nagatomi dello stesso sito criticò la trama e l'idea dell'Umbilical Cable, apprezzando comunque l'umorismo delle scene che coinvolgono Pen-Pen, il pinguino domestico di Misato. Jack Cameron di Screen Rant definì la battaglia di Shinji contro Sachiel come uno dei migliori combattimenti di Neon Genesis Evangelion. Ajay Aravind, redattore di Comic Book Resources, la inserì al terzo posto tra le migliori battaglie della serie. Il suo collega Reuben Baron la citò come un buon esempio della «distorta brutalità della visione di Hideaki Anno». Daniel Dockery di Syfy Wire fu della stessa idea, dicendo che: «C'è qualcosa di impressionante, terrificante e ansiogeno nell'osservare un'unità Eva fuori controllo». L'accademica Susan J. Napier sottolineò in modo particolare la non convenzionalità dello scontro, dal momento che Shinji mostra riluttanza e sentimenti «che sembrano tutto meno che convenzionalmente eroici», elogiando la sequenza di combattimento e la sua conclusione «affascinantemente low-tech». L'accademico giapponese Taro Igarashi lodò invece la scena in cui Misato e Shinji vedono gli edifici di Neo Tokyo-3 spuntare dal sottosuolo, in quanto essa «introduce in maniera impressionante» la città che funge da ambientazione principale dell'intera serie.
Nel corso degli anni la Gainax ha distribuito diversi articoli di merchandise dedicati all'episodio, come accendini e indumenti. Il gruppo britannico Fightstar ha più volte preso spunto da Neon Genesis Evangelion e ha intitolato una traccia del proprio album One Day Son, This Will All Be Yours Unfamiliar Ceilings (lett. "Soffitti sconosciuti"). La sequenza del primo incontro fra Gendō Ikari e la Commissione per il Perfezionamento ha inoltre ispirato il mangaka Gege Akutami per una scena del manga Jujutsu kaisen - Sorcery Fight 0: L'istituto di arti occulte in cui il protagonista Yūta Okkotsu viene sottoposto a un interrogatorio. La scena dell'Eva-01 fuori controllo è inoltre citata in una puntata del cartone animato statunitense Invader Zim.